# 考洛乔区
考洛乔区（匈牙利語：Kalocsai járás），是匈牙利巴奇-基什孔州的一个区，总面积1,062.27平方公里，总人口52,479人（2011年），人口密度49人/平方公里。中心城市为考洛喬。

## 市镇
考洛乔区包含3个城镇、两个大村和16个村庄。